# Stellapteryx minuta
Stellapteryx minuta är en tvåvingeart som beskrevs av Ian David Whittington 2003. Stellapteryx minuta ingår i släktet Stellapteryx och familjen bredmunsflugor.
Artens utbredningsområde är Madagaskar. Inga underarter finns listade i Catalogue of Life.